# 易達旅運

易達巴士標誌

易達旅運有限公司（簡稱易達巴士），為香港復康會全資附屬公司。易達巴士於2001年9月1日正式投入服務，最初主要服務是承辦醫院管理局的「長者接載服務」，為行動不便的長者及其隨行者提供往返公立醫院及診所覆診的接載服務。其後，於2003年9月開始擴展服務，提供「無障礙旅遊巴士租賃服務」。

## 長者接載服務

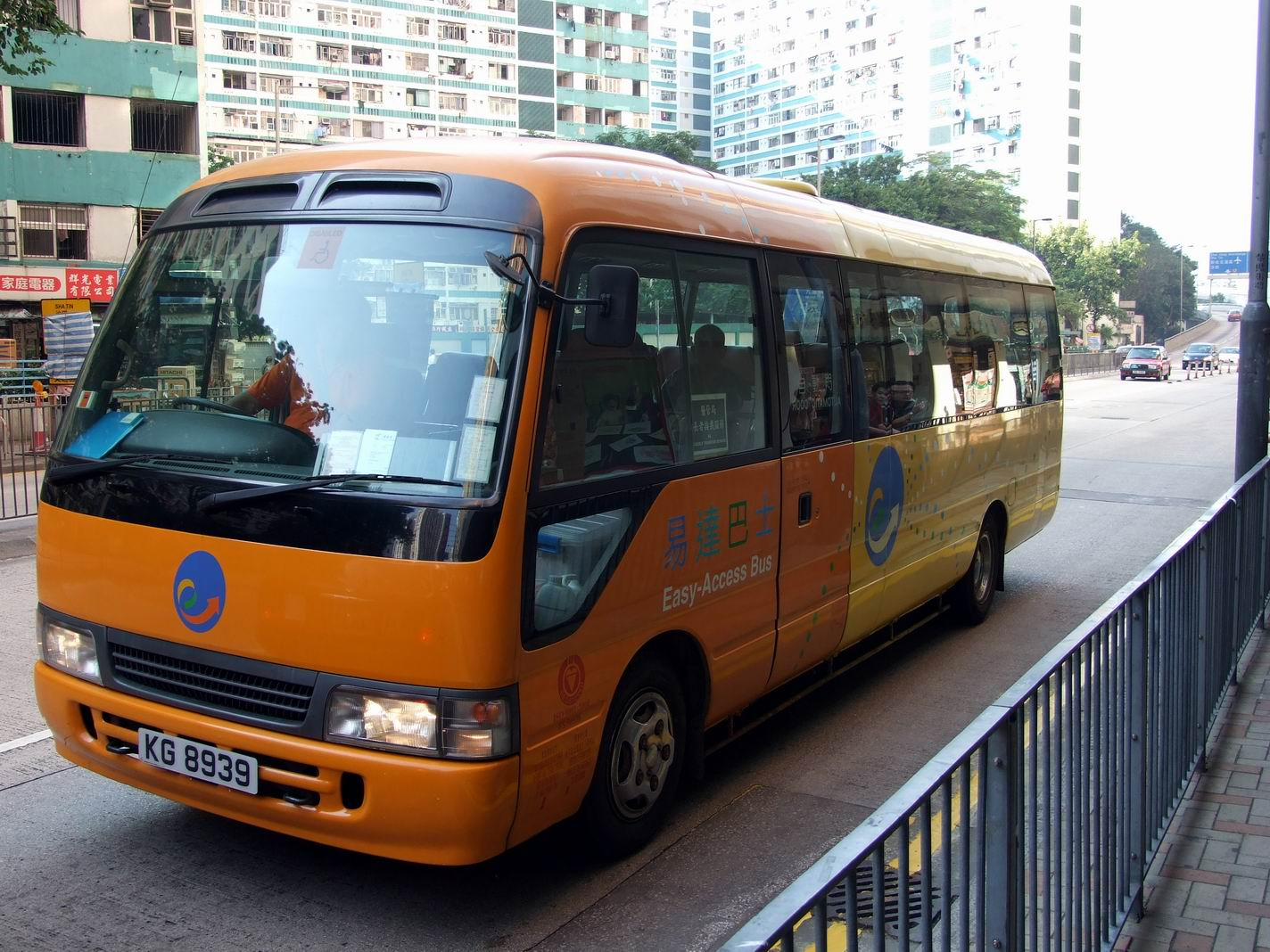
易達巴士

### 服務申請
使用者必須成為易達巴士的會員。

#### 入會資格
申請人必須符合下列全部條件：
- 擁有香港特別行政區永久性居留權；
- 年滿60歲或以上；
- 行動不便，但能自行或由照顧者協助往返目的地至上落車地點。

#### 入會辦法
合資格人士只需填妥申請表格，傳真或郵寄至易達旅運有限公司便可申請入會。該公司會發信將申請結果通知申請人，而成功入會之申請人則會於兩星期內獲發一張載有會員編號的會員證。

#### 預約用車
會員需於用車日之前60天致電易達巴士的24小時服務熱線（852）2348 0608預約服務，先到先得。

## 無障礙旅遊巴士租賃服務

### 租賃對象
在本港居住或訪港的殘疾人士及其親屬。

### 租賃辦法
本港居民可致電該公司的電話熱線(852) 2772 7301；而訪港旅客則可從該公司的網頁下載申請表，並於填妥後傳真或電郵至該公司作出申請。

## 外部連結
- 易達巴士
- 無障礙旅遊巴士租賃服務